# Ben Nicholson
Pour les articles homonymes, voir Nicholson.
Ben Nicholson (1894-1982) est un peintre et graveur britannique, l'un des promoteurs de l'abstraction dans son pays.

## Biographie

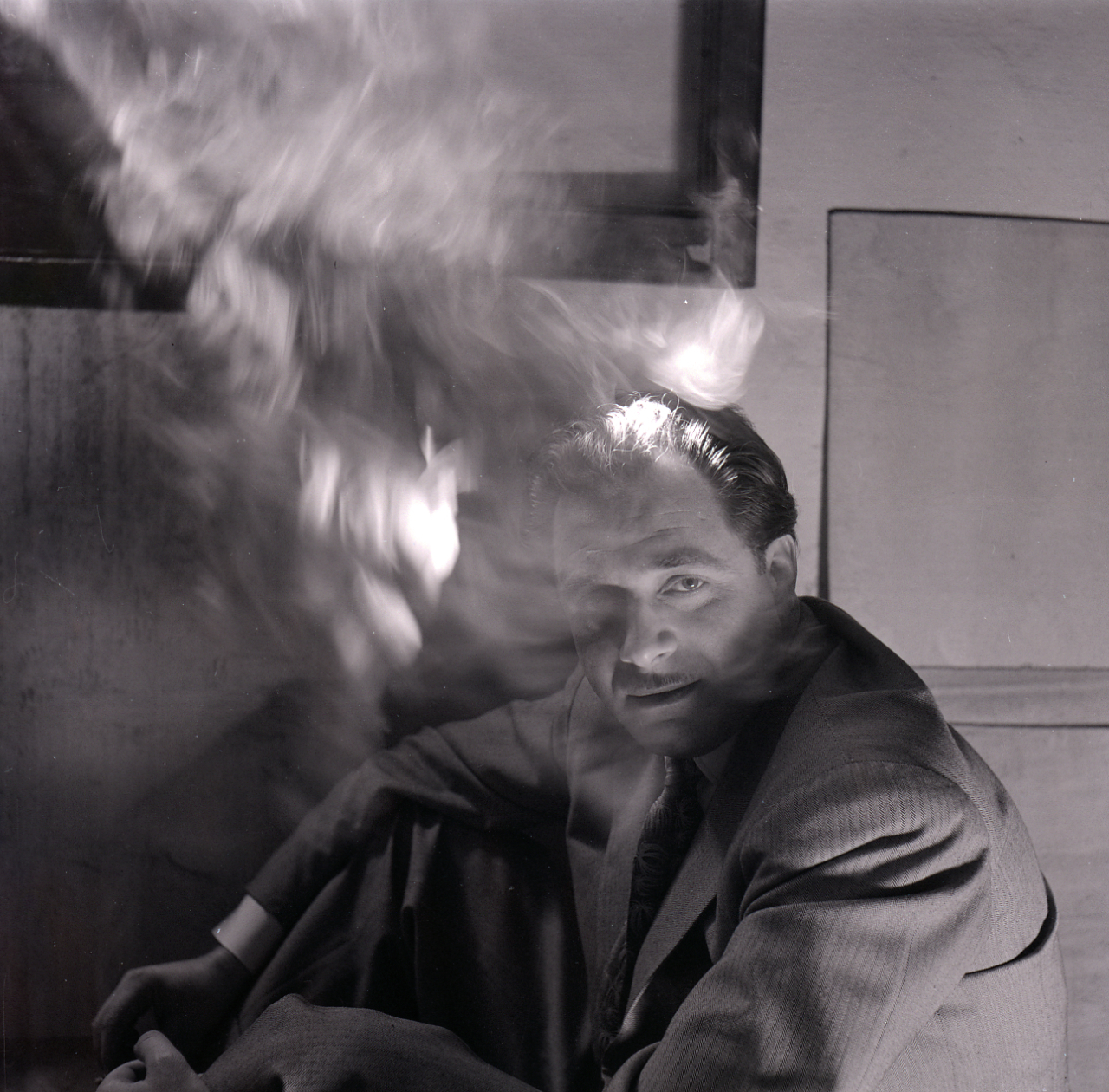
Ben Nicholson photographié par Paolo Monti en 1960 en Brissago, Suisse.

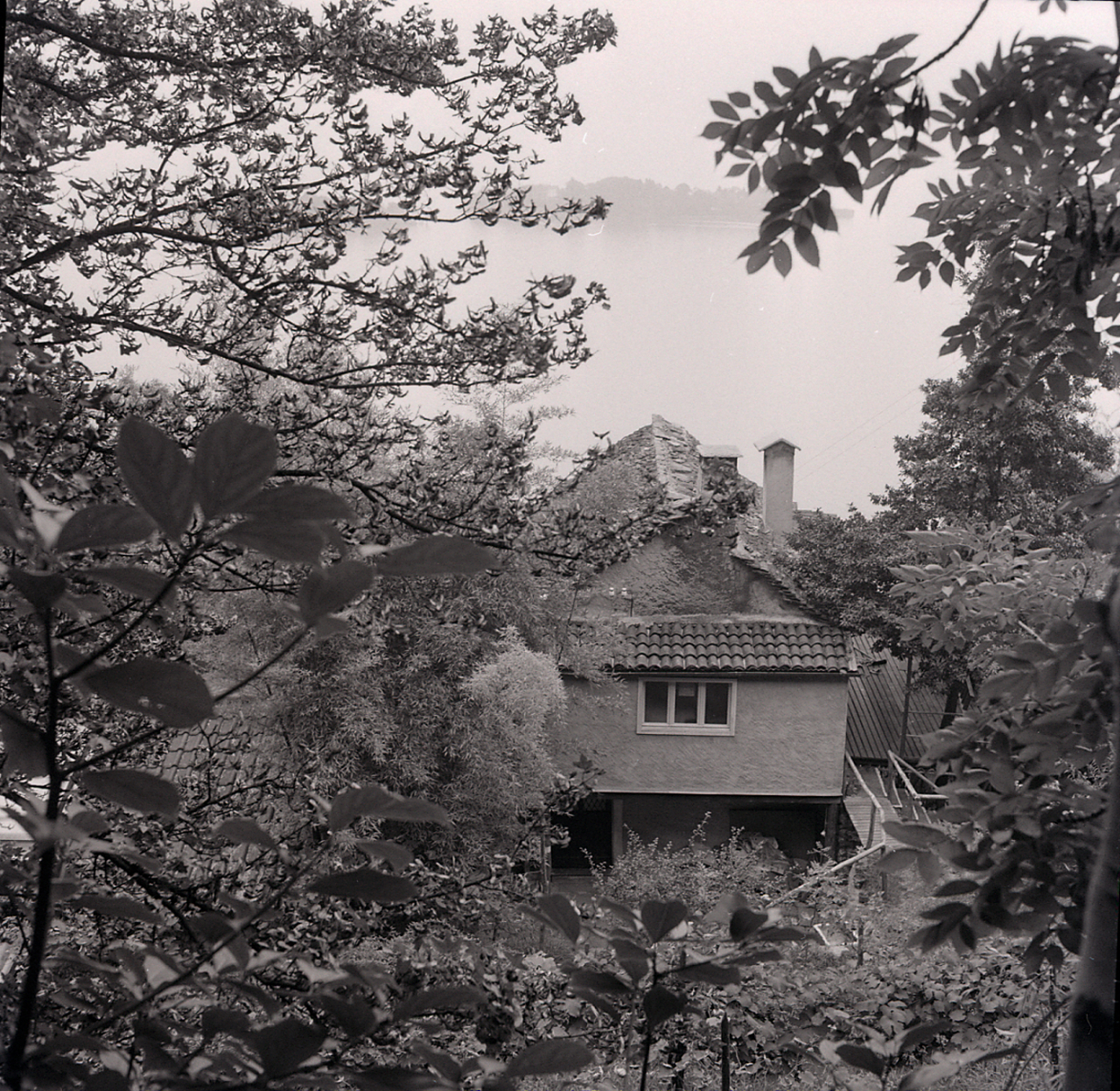
Atelier de Ben Nicholson. Photo par Paolo Monti.

Fils aîné de William Nicholson et de Mabel Pryde (1871-1918), petite sœur de James Pryde, tous peintres, Ben Nicholson suit les cours de la Slade School of Fine Art entre 1910 et 1914. Il expose pour la première fois en 1922. Il est d'abord influencé par les cubistes. Au tournant des années 1928-30, son travail va progressivement évoluer vers une abstraction géométrique proche de celle pratiquée par Mondrian qu'il rencontre à Paris. Le grand talent qu'il développe dans le néoplasticisme, lui ouvre les portes de nombreux mouvements d'art abstrait des années 1930. Présent à Paris à cette époque, il participe au mouvement Abstraction-Création, et est membre fondateur d'UNIT ONE en 1933 (entre autres, aux côtés de Paul Nash et Henry Moore) ; il participe également à l'édition de l'ouvrage Circle: An International Survey of Constructivist Art, accompagné de Leslie Martin et Naum Gabo en 1937.
Il retourne en Grande-Bretagne peu avant la guerre, sa marie avec l'artiste Barbara Hepworth et se lance dans l'exécution de nombreuses natures mortes géométriques de 1938 à 1958. En un équilibre subtil entre abstraction et figuration (tendance cubisme synthétique), les toiles de Nicholson jouent sur les reliefs et les emprunts divers.
Lauréat du premier prix Guggenheim en 1956 et du prix de peinture de São Paulo l'année suivante, ses œuvres sont exposées dans les collections de la Tate Gallery de Londres, entre autres.

## Œuvre
Ses premières peintures, influencées par le travail de son père, sont des natures mortes. Rapidement, ses compositions témoignent d'un intérêt pour le cubisme et le fauvisme, jouant des formes et des reliefs. Ce style, entre profondeur et planéité, volume et absence de profondeur, sous-tend l'ensemble de son œuvre, et particulièrement ses natures mortes. Inspiré par les travaux d'Alfred Wallis et par l'Eglise scientiste à laquelle il adhère en 1918, la conception de Nicholson de la peinture est celle d'une présentation et non d'une représentation. Ainsi, les natures mortes sont moins des représentations que des « idées ». Il affirme ainsi : « Je crois que pour qu'une peinture soit vivante, il faut qu'on ait l'impression de ne pas pouvoir la toucher. C'est de la pensée, pas du pigment. » Cette démarche va pousser Nicholson à accentuer son œuvre dans les années 1930 sur le travail des reliefs. Durant l'entre-deux-guerres, sa rencontre avec l'école de Paris influence ses compositions : il devient membre d'Abstration-Création. Il abandonne la nature morte au profit de compositions associant des disques et des armatures empruntées au biomorphisme, que l'on retrouve chez Joan Miro, Jean Arp ou Alexander Calder. L'abstraction de Nicholson atteint son point culminant avec la série des Reliefs blancs : point extrême de « l'idée » que doit être le tableau. Durant la Seconde Guerre mondiale, Nicholson, toujours père de l'art abstrait en Grande-Bretagne, opère un retour à la nature lorsqu'il s'installe en Cornouailles, à St Ives, point de ralliement des artistes britanniques durant la guerre. Ainsi, il écrit à Paul Nash en 1939 : « Le paysage ici est formidable et il y a des années que je n'ai pas vécu à la campagne. Avec tous ces patins et dictateurs majestueux à droite et à gauche, on ne sait jamais si chaque fois que l'on voit une chose merveilleuse ce n'est pas la dernière, et le sentiment devient très fort. Je faisais un ou deux rêves au sujet de la mer qui revenaient tous les ans. J'ai toujours pensé que les histoires étaient exagérées, et puis l'aspect spectaculaire et la couleur terriblement intense. Mais la vérité dépasse tout ça de beaucoup. » Ainsi, son œuvre d'après-guerre est-elle un mélange entre néoromantisme et art abstrait[réf. incomplète].

## Sources
- (en) Jeremy Lewison, Ben Nicholson, Londres, Phaidon Press, 1991 (ISBN 0714827177)(OCLC 24619574).
- Bonn Sally, L'art en Angleterre : 1945-1995, Paris, Nouvelles éditions françaises, 1996